# No Quarto da Vanda
No Quarto da Vanda (2000) é um filme português realizado por Pedro Costa e produzido por Francisco Villa-Lobos, situado entre ficção e documentário, a sua segunda docuficção numa trilogia de longas-metragens explorando a injustiça social: aquela que afeta jovens marginais ou imigrantes de Cabo Verde, radicados em Lisboa: Ossos (1997), no Quarto de Vanda, Juventude em Marcha (2006).
É a primeira etnoficção de Pedro Costa.
O filme estreou no cinema King, em Lisboa, a 2 de Março de 2001. Foi distinguido com a menção especial do Júri no Festival de Cinema de Locarno e recebeu o prémio de melhor filme no 32º Festival de Cinema da Universidade Católica do Chile.

## Ficha sumária
- Realização: Pedro Costa[1]
- Produção: Francisco Villa-Lobos[1]
- Produção: Contracosta Produções
- Co-produtores: Pandora FilmProduktion GmbH, Ventura Film
- Participação Financeira: IPACA, RTP, ZDF (Das Kleine Fernsehspiel), RTSI (RadioTelevisione Svizzera Italiana)
- Formato: Mini-DV, amp. 35mm cor
- Duração: 170’
- Distribuidor: Atalanta Filmes (Paulo Branco)
- Estreia: Cinema King, em Lisboa, a 2 de Março de 2001

## Sinopse
Vanda Duarte (atriz homónima, que já antes protagonizara o filme anterior desta trilogia) é uma jovem toxicodependente que vive num bairro de lata, ao norte da cidade de Lisboa. É uma pessoa simples e sensível que não consegue superar o problema da droga. Isolada do mundo exterior, fechada no seu quarto pobre, vive com mágoa o seu desconforto e o seu desencanto, que partilha com alguns familiares e amigos.
O bairro das Fontainhas, onde ela vive, começa gradualmente a ser destruído pelos buldózeres da Câmara de Lisboa e ela inquieta-se em relação ao seu futuro.

## Enquadramento histórico
No Quarto da Vanda é obra que se caracteriza por ser o centro de várias convergências. O factor que as dinamiza é a simples ousadia da escolha de um tema novo, moderno, que por arrasto acaba por fazer convergir as outras modernidades.
O tema novo é a toxicodependência, que dramaticamente afeta muita gente e, em particular, um sector marginal das modernas sociedades urbanas, neste caso o bairro das Fontaínas, bairro de lata de uma cidade de imigrantes como Lisboa, não muito diferente, no essencial, das bidon-villes parisienses ou, noutro caso mais particular e mais típico, das favelas de Rio de Janeiro. Meio urbano esse que concentra bastante gente de origem africana, neste caso a gente das Fontaínhas, gente vinda de Cabo Verde. A modernidade do tema determina à partida a almejada modernidade do filme.
As convergências que em torno desta novidade se alinham são de ordem ideológica, teórica e formal. 
Na questão ideológica ressalta a consciência da injustiça social e a da exploração humana, injustiça essa que se torna patente pelos efeitos perversos que provoca no modo de viver e na percepção do mundo de quem por ela é afetado e no legítimo desejo de a denunciar por parte de quem filma.
Na questão teórica, ressalta um modo de fazer cinema que, por escolha e por imperativo ético, determina que o modo de ilustrar o tema se submeta à simplicidade de um registo directo, despojado de argumentos, de articulação linguística desadequada, de qualquer retórica narrativa, de inútil exposição cinematográfica. 
Na questão formal, ressalta a necessidade de se usar meios simples, ligeiros, humildes, para que a forma do conteúdo não traia nem a ideologia nem a teoria, para que em suma se consiga obter o desejado efeito: cinema puro na demanda da pura verdade.
Nesse luminoso propósito, converge em primeiro lugar, mais que qualquer outra influência, a síntese de influências que determinaram o radicalismo ideológico, teórico e formal do polémico francês Jean-Marie Straub: o da pura e dura esquerda europeia dos anos sessenta, aquilo que mais pesadamente marcou as teorias do cinema directo desses mesmos anos, as da Nouvelle Vague, isto é, aquilo que nela foi carregado pelo purismo da teoria de um teatro puro, como o «teatro da crueldade» defendido por Antonin Artaud (wiki-fr), que pretendia fazer sentir menos a emoção que o sentimento, uma espécie de êxtase no sofrimento, aquilo que o lado negro da vida nos deixa na alma, purificando-a.
Converge, em segundo lugar, a técnica do cinema directo, que de teatral nada, mesmo nada, pretende exprimir, a não ser aquilo que o teatro não consegue: aquilo que é a verdadeira verdade, a verdadeira vida, «a vida tal qual ela é», sem rodeios.
Converge, em terceiro lugar, aquilo que, livre de palavreado, despojado de retórica, o teatro pode ter de verdade, no mais íntimo, no mais simples da sua simplicidade: o plano fixo e aberto, a incontornável presença do palco, aquilo que se vê sem qualquer mudança de escala, mal se ergue o pano. Isto é: aquilo que Manoel de Oliveira, um autor bem sucedido, ensinou e que Pedro Costa, ele também, se meteu a ensinar mas … sem palavras. 
Imitando no Mestre o que outros imitaram, mas que decididamente esses outros, fieis imitadores, imitaram sem nada renunciar, nem o gesto teatral nem a retórica da exposição das ideias, que queriam ver bem representadas: João César Monteiro, Alberto Seixas Santos, João Botelho e alguns outros, que fazem frente brandindo razões fortes, alegando motivações estéticas e não fragilidades, alinhando com coesão na defesa de um modo teatral de fazer cinema.
A câmara fixa-se assim na representação de uma realidade, em escala bem aberta como num palco: tal como, por instinto, o olhar se fixaria numa fotografia. Não sendo no entanto fotografia, não sendo um instantâneo aquilo que se vê, visto ser cinema, imagem animada, o olhar de quem se põe a ver fica na expectativa, aguardando que surja o instante significativo.
A realidade é plácida. Aquilo que é representado só ao fim de um longo espaço de tempo se anima. Só ao fim da prolongada espera duma qualquer acção, a acção se manifesta. A espera torna-se longa até que algum sentido surja. O adormecimento não chega a ser quebrado e só quando menos se espera algo surge. Rarefeito, perde-se o motivo numa sonolenta observação e quem não resiste a essa precisa exigência, quem não se sente tocado por outra, pela «exigence du récit», por muito esforçado que seja, facilmente adormece ou então, cansado da espera, se ergue da cadeira e sai da sala em busca doutro motivo, movido pela necessidade de responder a outras exigências. Desiste de sofrer, não suporta o tempo de espera que a narrativa exige. Na sala só fica quem decide aceitar o destino de aguardar que algo se resolva. Quem fica fica por amor, como por amor na igreja fica quem tem o hábito de ir à missa.
No Quarto de Vanda é a segunda obra de uma trilogia que Pedro Costa inaugurou sobre o mesmo tema, com os mesmos personagens: Ossos, No Quarto da Vanda, Juventude em Marcha. O primeiro filme, já cheio de ousadias formais, é produzido com meios convencionais, em película e com uma equipe completa. O segundo, renuncia a esse modelo mais convencional de produção, nele tudo se tornando mais eficaz, sóbrio e simples. É adoptada uma câmara Mini-DV, ligeiríssima, a equipe, composta por uma unidade ligeira, capaz, versátil e inteligente é reduzida ao essencial para que a técnica não afecte a verdade representada, o mesmo sucedendo no terceiro filme. Vantagens: maior e mais profunda intimidade com as personagens-actores, maior tempo de rodagem, maior quantidade de material impresso, isto é, melhores possibilidades de escolha de rushes, melhores resultados e, coisa que não é de menor importância, um apoio constante, atento, muito mais focado e dedicado por parte da produção dos filmes e um muito melhor aproveitamento dos financiamentos postos à disposição dos projectos. 
A aplicação teórica e prática destes métodos de fazer cinema não deixaria de acarretar alguns bons e compensadores resultados.

## Ficha artística
| - Vanda Duarte - Zita Duarte - Lena Duarte - António Moreno - Paulo Nunes - Paulo Gonçalves - Pedro Lanban - Fernando Paixão - Manuel Gomes Miranda - Diogo Pires Miranda - Evangelina Nelas - Miquelina Barros - Julião | - Geny - Nho Johnson - Chico Barros - Ramos Andrade - Paulo da Geny - Nho Manelinho - Arcangela Nascimento - Etelvina Semedo - Carlos das Máquinas - Kakuba - Bilhas - Mosca - Teacher |

## Ficha técnica
- Produtor: Francisco Villa-Lobos
- Co-Produtores: Karl Baumgartner e Andres Pfaeffli
- Realizador: Pedro Costa
- Fotografia: Pedro Costa
- Som: Philippe Morel
- Montagem: Dominique Auvray e Patricia Saramago
- Montagem de Som: Waldir Xavier
- Misturas: Stephan Konken

## Festivais
- Festival de Locarno 2000
- Festival de Cannes 2003